# 广博集团
广博集团（深交所：002103）是中国大陆一家主营文具生产的上市公司。公司总部位于浙江省宁波市海曙区石碶街道，创办于1994年，董事长为王利平。广博集团为沃尔玛、家乐福等跨国零售商的文具供应商，2011年销售额达到100亿元，同时还具备纳米镍粉等新材料生产能力，2011年为中国大陆最大的纳米金属材料制造企业。
广博集团自2002年起为中国女子篮球联赛八一麒麟女篮赞助商。